# Hydrelia luteata
Hydrelia luteata är en fjärilsart som beskrevs av Ignaz Schiffermüller 1775. Hydrelia luteata ingår i släktet Hydrelia och familjen mätare. Inga underarter finns listade i Catalogue of Life.